# Katarzyna Chałubińska-Jentkiewicz
Katarzyna Chałubińska-Jentkiewicz (ur. 3 kwietnia 1973 w Tomaszowie Mazowieckim) – polska prawniczka, profesor doktor habilitowany nauk prawnych, profesor Akademii Leona Koźmińskiego w Warszawie, dyrektorka ds. Rejestru domen internetowych w Państwowym Instytucie Badawczym Naukowa i Akademicka Sieć Komputerowa, członek Rady ds. Bezpieczeństwa i Obronności przy Prezydencie RP oraz Rady ds. Cyfryzacji przy Ministrze Cyfryzacji, radca prawny, znawczyni prawa własności intelektualnej, mediów, nowych technologii i cyberbezpieczeństwa.

## Życiorys
Uczyła się w II Liceum Ogólnokształcącym im. Stefana Żeromskiego w Tomaszowie Mazowieckim. W 1997 ukończyła studia na Wydziale Prawa i Administracji Uniwersytetu Warszawskiego, pisząc pracę magisterską Abonament radiowo telewizyjny – podatek czy opłata administracyjna, pod kierunkiem Witolda Modzelewskiego.
Na ostatnim roku studiów podjęła pracę w Krajowej Radzie Radiofonii i Telewizji. Potem pracowała też jako prawnik w Telewizji Polskiej i Telewizji Polsat. Od 2008 współpracowała z Instytutem Nauk Humanistycznych Akademii Obrony Narodowej w Warszawie, wykładając przedmiot Ochrona własności intelektualnej.
29 marca 2010 obroniła na Wydziale Prawa i Administracji Uniwersytetu Warszawskiego rozprawę doktorską, napisaną pod kierunkiem Michała Kuleszy, pt. Media audiowizualne w Polsce w dobie cyfryzacji i nowych technologii. Instrumenty prawne ochrony interesu publicznego. Po otrzymaniu stopnia doktora prawa została zatrudniona jako adiunkt w Katedrze Prawa i Administracji na Wydziale Bezpieczeństwa Narodowego Akademii Obrony Narodowej w Warszawie. Prowadziła wykłady i ćwiczenia z wielu przedmiotów, m.in.: prawo mediów w Polsce, prawo własności intelektualnej, media audiowizualne w Europie, prawne aspekty bezpieczeństwa informatycznego, administracyjno-prawne aspekty cyfryzacji, prawo nowych technologii, administracyjno-prawne aspekty komunikacji elektronicznej, prawne aspekty informacji w RP i UE i ochrona danych osobowych, prawo bezpieczeństwa informacyjnego.
Brała udział w projektach badawczych System Bezpieczeństwa Narodowego RP i Prawne aspekty bezpieczeństwa informacyjnego.
Uczestniczyła jako ekspert w wielu konferencjach naukowych dotyczących prawa mediów, bezpieczeństwa narodowego i nowych technologii.
W 2011 została wicedyrektorką Narodowego Instytutu Audiowizualnego. Jako wicedyrektor Instytutu była m.in. pomysłodawczynią oraz organizatorką seminarium audiowizualnego, w ramach którego przedstawiciele państwowych i samorządowych instytucji kultury spotykali się z przedstawicielami nauki w dziedzinie prawa własności intelektualnej i prawa mediów, omawiając tematy związane z nowymi technologiami, cyfryzacją i udostępnianiem dóbr kultury. Była też organizatorką i koordynatorką projektu Internetowy Polski Słownik Biograficzny.
W listopadzie 2014 weszła do Rady Programowo-Naukowej Filmoteki Narodowej.
W tym czasie była wiceprezesem Zarządu Polskiego Towarzystwa Naukowego Prawa Prasowego.
Funkcję wicedyrektorki Narodowego Instytutu Audiowizualnego pełniła do połączenia go w 2018 z Filmoteką Narodową i utworzenia Filmoteki Narodowej – Instytutu Audiowizualnego.
W 2019 roku, po zakończeniu pracy w FInA, rozpoczęła organizację Akademickiego Centrum Polityki Cyberbezpieczeństwa (ACPC), jednostki działającej w ramach Akademii Sztuki Wojennej w Warszawie. ACPC był think tankiem działającym w zakresie wykonywania analiz i ekspertyz związanych z cyberbezpieczeństwem, utworzonym zarządzeniem Rektora-Komendanta Akademii. Centrum odpowiadało za przygotowywanie opracowań analitycznych (analiz i ekspertyz), raportów, rekomendacji oraz materiałów tezowo-informacyjnych w zakresie cyberbezpieczeństwa, ze szczególnym uwzględnieniem aspektów prawnych, na potrzeby resortu obrony narodowej oraz całej administracji publicznej, a także innych podmiotów działających na rzecz cyberbezpieczeństwa Rzeczypospolitej Polskiej. ACPC prowadziło pracownię Laboratorium Bezpieczeństwa Informacji. Katarzyna Chałubińska-Jentkiewicz w ramach działalności ACPC stała się inicjatorem wielu przedsięwzięć związanych z regulacjami mającymi na celu zapewnienie cyberbezpieczeństwa, w tym przygotowanie ekspertyz, które stały się podstawą do opracowania założeń działalności DK WOC – Dowództwa Komponentu Wojsk Obrony Cyberprzestrzeni.
Od stycznia 2023 roku do chwili obecnej Katarzyna Chałubińska-Jentkiewicz jest dyrektorem Rejestru Domen Internetowych w Naukowej i Akademickiej Sieci Komputerowej - Państwowym Instytucie Badawczym. Do jej zadań należy utrzymywanie i rozwój Rejestru Nazw Domen (DNS) ze szczególnym uwzględnieniem aspektów prawnych i regulacyjnych tego środowiska. 
Katarzyna Chałubińska-Jentkiewicz jest członkiem Rady Naukowej Wojskowego Przeglądu Prawniczego oraz członkiem Polskiego Towarzystwa Naukowego Prawa Prasowego. W 2019 r. została redaktorem naczelnym pisma „Cybersecurity and Law”. Od 2020 r. prowadzi szkolenia z zakresu doręczeń elektronicznych oraz usług cyfrowych dla Wydawnictwa C.H. Beck S.A. oraz innych firm szkoleniowych. W swoich działaniach zawodowych łączy teorię z jej praktycznymi aspektami.

## Działalność naukowa
Habilitację w dziedzinie nauk prawnych uzyskała 24.04.2017 na Wydziale Prawa i Administracji Uniwersytetu Jagiellońskiego, przedstawiając pracę Audiowizualne usługi medialne. Reglamentacja w warunkach konwersji cyfrowej.
Od 2016 była dyrektorem Instytutu Prawa i Administracji Obronnej na Wydziale Bezpieczeństwa Narodowego Akademii Sztuki Wojennej w Warszawie. Do 2024 roku była profesorem w Instytucie Prawa ASzWoj w Warszawie. Była też dyrektorem Akademickiego Centrum Polityki Cyberbezpieczeństwa. 
Od 2025 jest profesorem w Akademii Leona Koźmińskiego. 
Jest redaktorem i współredaktorem zbiorów komentarzy prawniczych i monografii prawniczych (m.in. System bezpieczeństwa w cyberprzestrzeni RP, Prawo wobec kultury i sztuki, Prawo prywatności jako reguła społeczeństwa informacyjnego, Prawo prasowe między wymogami prawa nakazami etyki a oczekiwaniami rynku. W poszukiwaniu nowego modelu dziennikarstwa, Świadczenie usług drogą elektroniczną, Ustawa o krajowym systemie cyberbezpieczeństwa, Ustawa o ochronie osób i mienia, Ustawa o Policji).
Od czasu uzyskania stopnia doktora habilitowanego badania naukowe Katarzyny Chałubińskiej -Jentkiewicz obejmują  trzy obszary, które posiadają wspólny element – wszystkie rozważania odnoszą się do sytuacji prawnej człowieka w świecie nowych technologii i cyberprzestrzeni. Jako naukowiec prowadzi ona prace badawcze dotyczące regulacji prawnych w obszarze nowych technologii, a w tym mediów cyfrowych, cyberbezpieczeństwa, zagrożeń bezpieczeństwa informacyjnego, ochrony własności intelektualnej, procesów cyfryzacji i wpływu nowych technologii na rozwój państwa, a w szczególności na sytuację prawną jednostki. 
Tematyka regulacji mediów cyfrowych w obszarze dezinformacji była przedmiotem badań naukowych prowadzonych z ośrodkami zagranicznymi, czego rezultatem są następujące prace: K. Chałubińska-Jentkiewicz, O. Evsyukova (red.) Information, Disinformation, Cybersecurity, Toruń 2022 oraz K.Chałubińska-Jentkiewicz „Prawne granice dezinformacji w środkach społecznego przekazu, między bezpieczeństwem a wolnością”, Wydawnictwo Adam Marszałek Toruń 2023. 
Jednocześnie jest wykładowcą Uniwersytetu SWPS.
W latach 2018–2020 kierowała projektem naukowo-badawczym MON „System cyberbezpieczeństwa RP – model rozwiązań prawnych”.
W 2019 została członkiem Rady ds. Cyfryzacji przy Ministerstwie Cyfryzacji.15 grudnia 2021 powołana w skład Rady ds. Bezpieczeństwa i Obronności przy Prezydencie RP.
W styczniu 2023 roku została Dyrektorem ds. Rejestru Domen Internetowych w Państwowym Instytucie Badawczym NASK. 

## Zainteresowania i badania
Na polu naukowym zajmuje się przede wszystkim problematyką prawa mediów, własności intelektualnej, nowych technologii, bezpieczeństwa informacyjnego. Kluczowym obszarem jej zainteresowań są zmiany w systemie prawa polskiego związane z rozwojem technologicznym. Tematyka jej publikacji naukowych związana jest głównie z aspektami funkcjonowania mediów audiowizualnych, z prawem bezpieczeństwa w dziedzinie mediów oraz z aspektami prawnymi komunikacji elektronicznej i informacji.
Prowadzi prace badawcze w zakresie regulacji prawnych w obszarze mediów, zagrożeń bezpieczeństwa informatycznego, ochrony własności intelektualnej, procesów cyfryzacji i wpływu nowych technologii na rozwój państwa i sytuację prawną jednostki.

## Działalność biznesowa
Na początku kariery zawodowej pracowała jako prawnik w Telewizji Polskiej S.A. i Telewizji Polsat sp. z o.o.
W grudniu 2020 została członkiem Rady Nadzorczej spółki Polska Poczta Usługi Cyfrowe sp. z o.o.

## Wybrane publikacje
- K.Chałubińska-Jentkiewicz „Cyberodpowiedzialność. Wstęp do cyberbezpieczeństwa” Wydawnictwo Adam Marszałek 2023.
- K.Chałubińska-Jentkiewicz „Prawna ochrona treści cyfrowych” Wolters Kluwer Warszawa 2022.
- K.Chałubińska-Jentkiewicz „Prawne granice dezinformacji w środkach społecznego przekazu, między bezpieczeństwem a wolnością”, Wydawnictwo Adam Marszałek Toruń 2023.
- The Role of Cybersecurity in the Public Sphere - The European Dimension, Lex Localis, Maribor, 2022.
- Cybersecurity in Poland – Legal Aspects Springer International Publishing, 2021.
- The Legal Status of Public Entities in the Field of Cybersecurity in Poland, (wspólnie z Mirosławem Karpiukiem i Jarosławem Kostrubcem), Lex Localis, Maribor, 2021.
- Media w erze cyfrowej: Wyzwania i zagrożenia (redakcja naukowa i współautorstwo), Wolters Kluwer, Warszawa 2021.
- Security v. Privacy – Legal Aspects (wspólnie z Moniką Nowikowską), Lex Localis open access 2021.
- Prawo filmowe (wspólnie z Jackiem Sobczakiem i Ksenią Kakareko), Wolters Kluwer, Warszawa, 2020.
- Bezpieczeństwo, tożsamość, prywatność – aspekty prawne (wspólnie z Moniką Nowikowską), Wydawnictwo C.H. Beck, Warszawa, 2020.
- K.Chałubińska-Jentkiewicz, Komentarz do ustawy o radiofonii i telewizji (współautorstwo), Wolters Kluwer, Warszawa, 2020.
- Digital Single Market. Cyber Threats and the Protection of Digital Contents: An Overview, artykuł w "Santander Art. And Culture Law Review 2020".
- The Access to the ICT network as a public task of local government, artykuł w "Lex localis – Journal of Local Self-Government 2020".
- Blog registration in the light of the constitutional right of freedom to disseminate information, artykuł w "Przegląd Prawa Konstytucyjnego 2020".
- Digital Single Market. Cyber Threats and the Protection of Digital Contents: An Overview, Santander Art and Culture Law Review, 2/2020 (6).
- Usługi świadczone drogą elektroniczną – Komentarz do ustawy (wspólnie z J. Taczkowską-Olszewską), Wydawnictwo Beck, Warszawa 2019.
- Cybersecurity as a premise for restrictions of the right to privacy as a constructional value, artykuł w "Przegląd Prawa Konstytucyjnego 2019".
- Jawność życia publicznego jako konstytucyjna reguła dostępu do informacji publicznej a ponowne wykorzystywanie informacji sektora publicznego, artykuł w "Przegląd Prawa Konstytucyjnego 2019".

- System cyberbezpieczeństwa RP – model rozwiązań prawnych w obszarze bezpieczeństwa kulturowego, artykuł w "Santander Art. And Culture Law Review 2019".
- Retencja, migracja i przepływy danych w cyberprzestrzeni. Ochrona danych osobowych w systemie bezpieczeństwa państwa, (wspólnie z Moniką Nowikowską i Joanną Taczkowską-Olszewską), Wydawnictwo C.H. Beck, Warszawa, 2019.
- Public Morality in Polish Commercial Law and Media Law, cykl rozdziałów w monografii "Public Policy and Public Morality", red. G.Blicharz Wydawnictwo Instytutu Wymiaru Sprawiedliwości, Warszawa, 2019.
- Moralność publiczna w polskim prawie gospodarczym i w prawie mediów cykl rozdziałów w monografii "Klauzule porządku publicznego i moralności publicznej", red. G.Blicharz, M.Delijewski, Wydawnictwo Instytutu Wymiaru Sprawiedliwości, Warszawa, 2019.
- Kontratyp sztuki I nauki a ochrona powszechnie uznanych wartości w monografii "Wolność słowa. Współczesne wyzwania w perspektywie prawnoporównaczej", red. G.Blicharz, M.Delijewski, Wydawnictwo Instytutu Wymiaru Sprawiedliwości, Warszawa, 2019.
- Lawful Excuse of Art and Science versus Presentation of Content that Defies the Universally Accepted System of Values, red. G.Blicharz, Wydawnictwo Instytutu Wymiaru Sprawiedliwości, Warszawa, 2019.
- Ponowne wykorzystanie informacji sektora publicznego (re-use). Komentarz do ustawy, Difin, 2018.
- „The presertvation of cultural heritage in Poland” (wspólnie z Mirosławem Karpiukiem), Wydawnictwo Diecezji Siedleckiej Unitas, Siedlce 2017.
- Autoreferat. Załącznik nr 2 do wniosku o wszczęcie postępowania habilitacyjnego w zakresie dziedziny nauki prawne w dyscyplinie naukowej prawo, Wydział Bezpieczeństwa Narodowego Akademii Obrony Narodowej w Warszawie, 2016.
- Prawo bezpieczeństwa kulturowego, (wspólnie z Mirosławem Karpiukiem i Katarzyną Zalasińską), Unitas, 2016.
- Informacja i informatyzacja w administracji publicznej, (wspólnie z Mirosławem Karpiukiem), wydawnictwo AON 2015.
- Prawo nowych technologii (wspólnie z Mirosławem Karpiukiem), Wolters Kluwer, Warszawa, 2015.
- Prawo bezpieczeństwa informacyjnego (wspólnie z Mirosławem Karpiukiem), Wydawnictwo Akademii Obrony Narodowej, Warszawa, 2015.
- Audiowizualne usługi medialne. Reglamentacja w warunkach konwersji cyfrowej, Lex, Warszawa, 2013.
- Media Audiowizualne Konflikt regulacyjny w dobie cyfryzacji, Wolters Kluwer, Warszawa, 2011.